# Góry w Macedonii Północnej

Mapa Macedonii Północnej

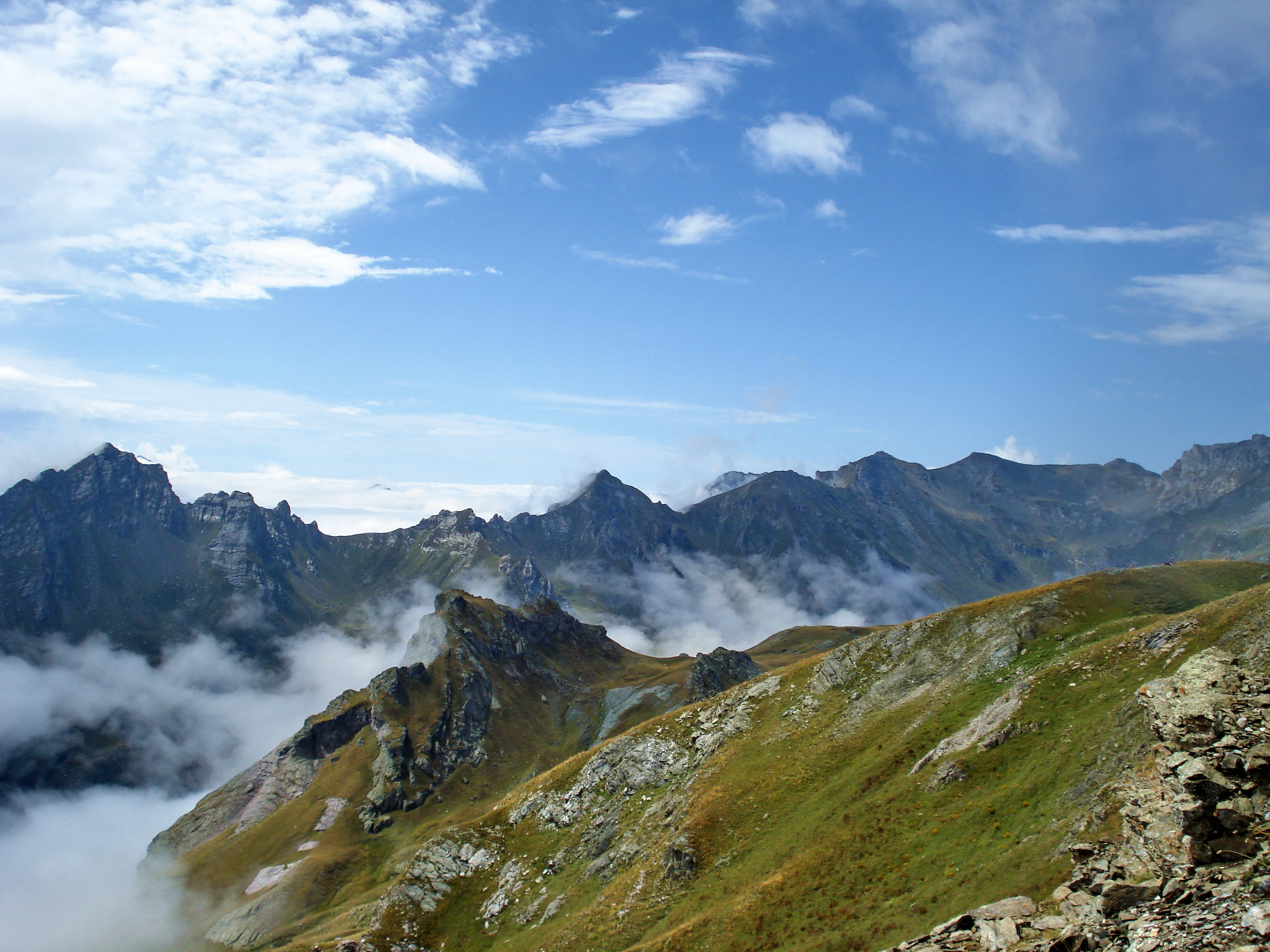
Pasmo Korab

Republika Macedonii Północnej jest krajem górzystym. Góry zajmują około 80 procent powierzchni państwa, a jego średnia wysokość wynosi 832 m n.p.m.  Znajduje się tu kilkadziesiąt pasm górskich, z których 13 przekracza wysokość 2000 m n.p.m.  Pasma rozdzielone są płynącą przez centralną część Macedonii Północnej rzeką Wardar. Na wschód i północny wschód od rzeki pasma są niższe i większość z nich nie przekracza 2000 m.
Najwyższym szczytem republiki jest Golem Korab (2764 m) w paśmie Korab.
Ważniejsze pasma na wschodzie i północnym wschodzie (w nawiasie najwyższy szczyt w Macedonii Północnej):
Bełasica (Tumba – 1883 m)
Ograżden (Ograżden – 1744 m)

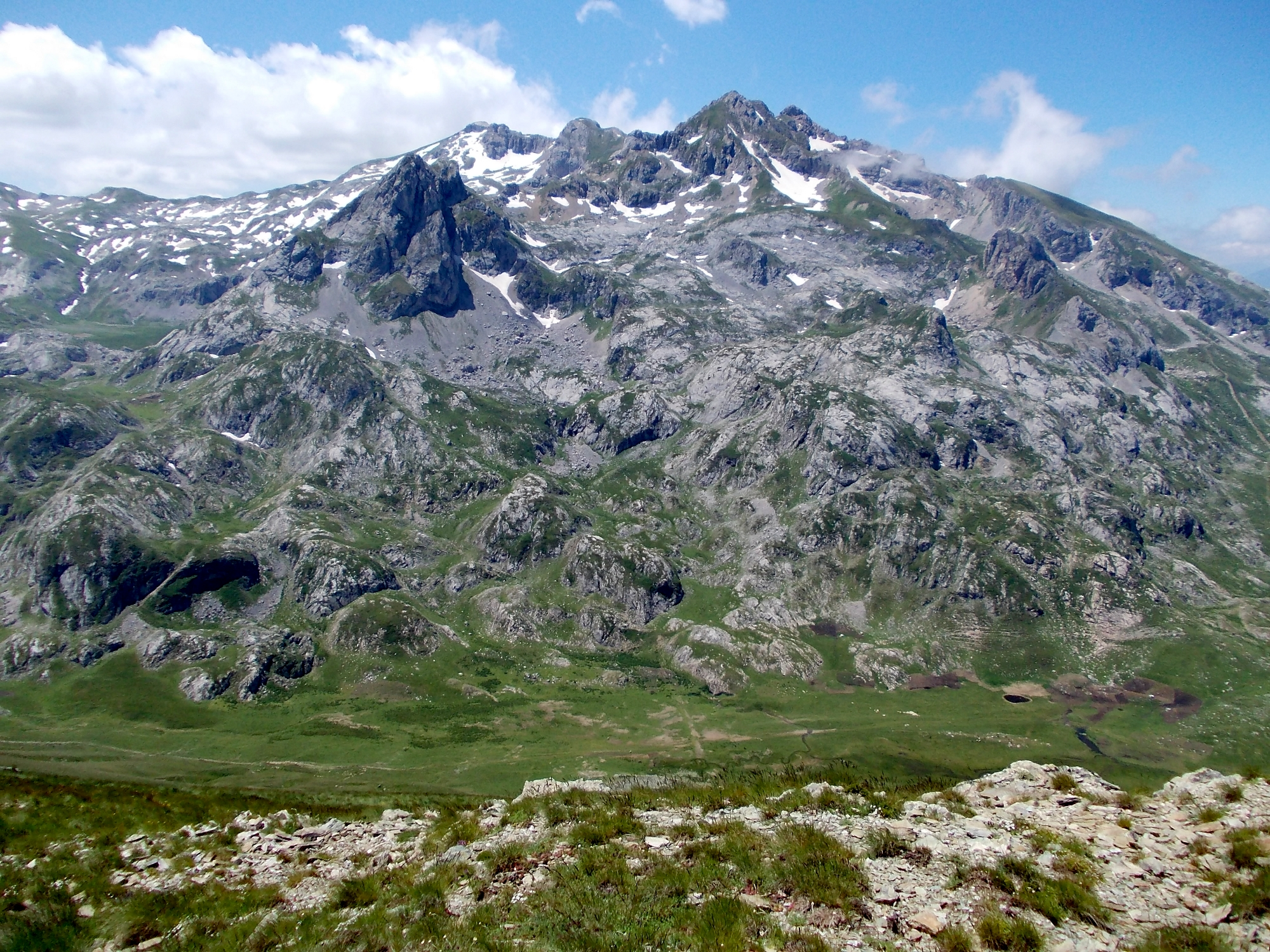
Golem Korab

Małeszewski Płanini (Dżami Tepe – 1801 m)
Właina (Kadiica – 1924 m)
Osogowska Płanina (Ruen – 2251 m)
Płaczkowica (Lisiec – 1752 m)
Pławusz (997 m)
Gradeszka Płanina (Gradiszte – 861 m)
Kozjak (Peren – 1326 m)
Koneczka Płanina (Wołczjak – 1158 m)
Crna Gora (Ramno – 1651 m).
Ważniejsze pasma na zachodzie i południowym zachodzie (w nawiasie najwyższy szczyt w Macedonii Północnej):
Kożuf (Zelen Brek – 2171 m)
Kozjak (Bałtowa Czuka – 1823 m)
Nidże (Kajmakczałan – 2521 m)
Seleczka Płanina (Wisoka – 1471 m)
Babuna (Kozjak – 1746 m)
Klepa (Klepa – 1149 m)
Jakupica (Sołunska Gława – 2540 m)
Baba (Pelister – 2601 m)
Galiczica (Kota –  2265 m)

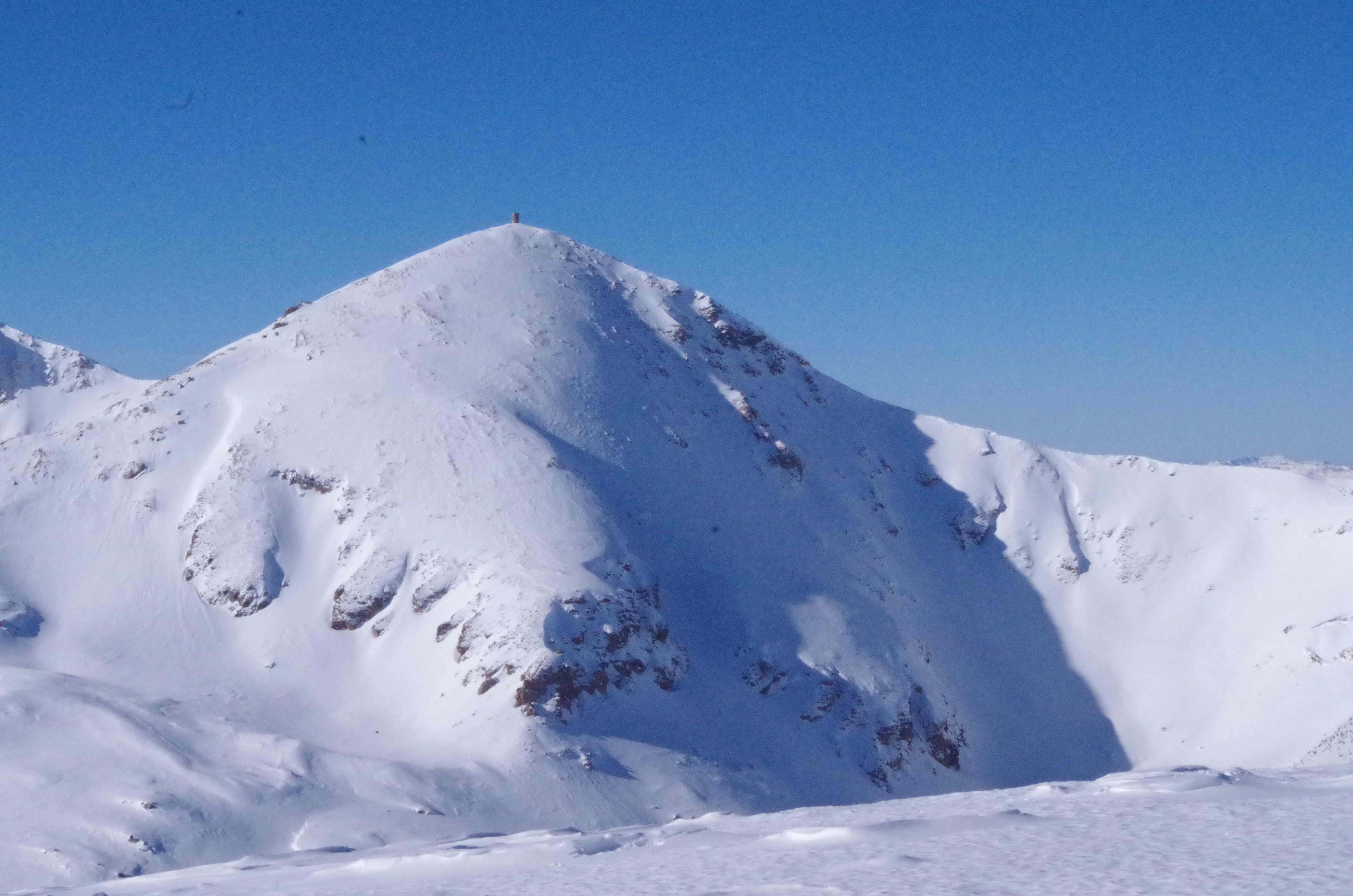
Titow Wrw

Płakenska Płanina (Stalew Kamen – 1998 m)
Ilinska Płanina (Liska – 1908 m)
Czełoica (Dobra Woda – 2062 m)
Suwa Gora (Dupen Kamen – 1748 m)
Jabłanica (Crn Kamen – 2257 m)
Stogowo (Gołem Rid – 2273 m)
Bistra (Medenica – 2163 m)
Korab (Golem Korab – 2764 m)
Szar Płanina (Titow Wrw – 2760 m).

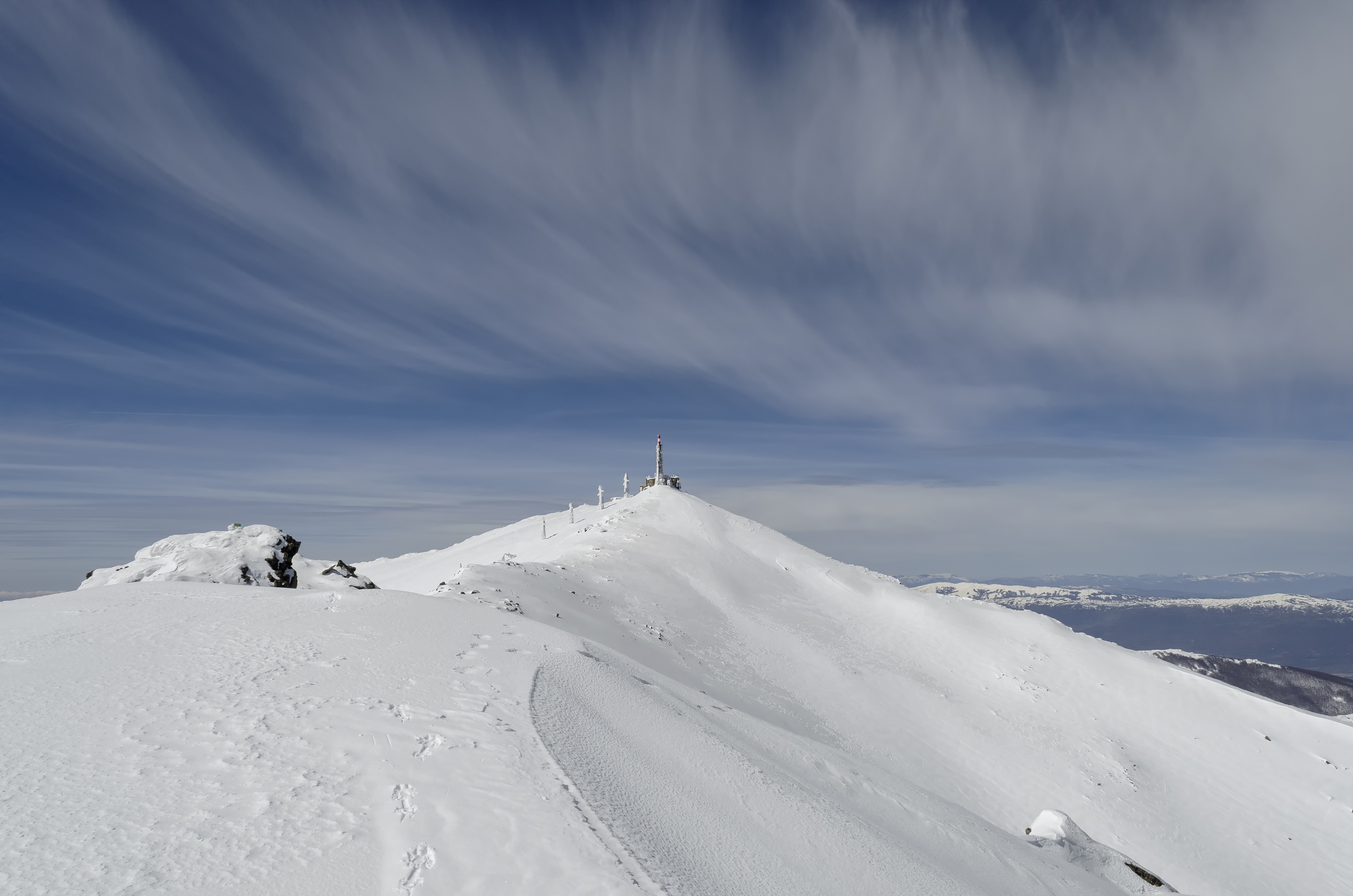
Pelister

W górach Macedonii Północnej znajdują się trzy parki narodowe: Park Narodowy Pelister, Park Narodowy Galiczica i Park Narodowy Mawrowo.

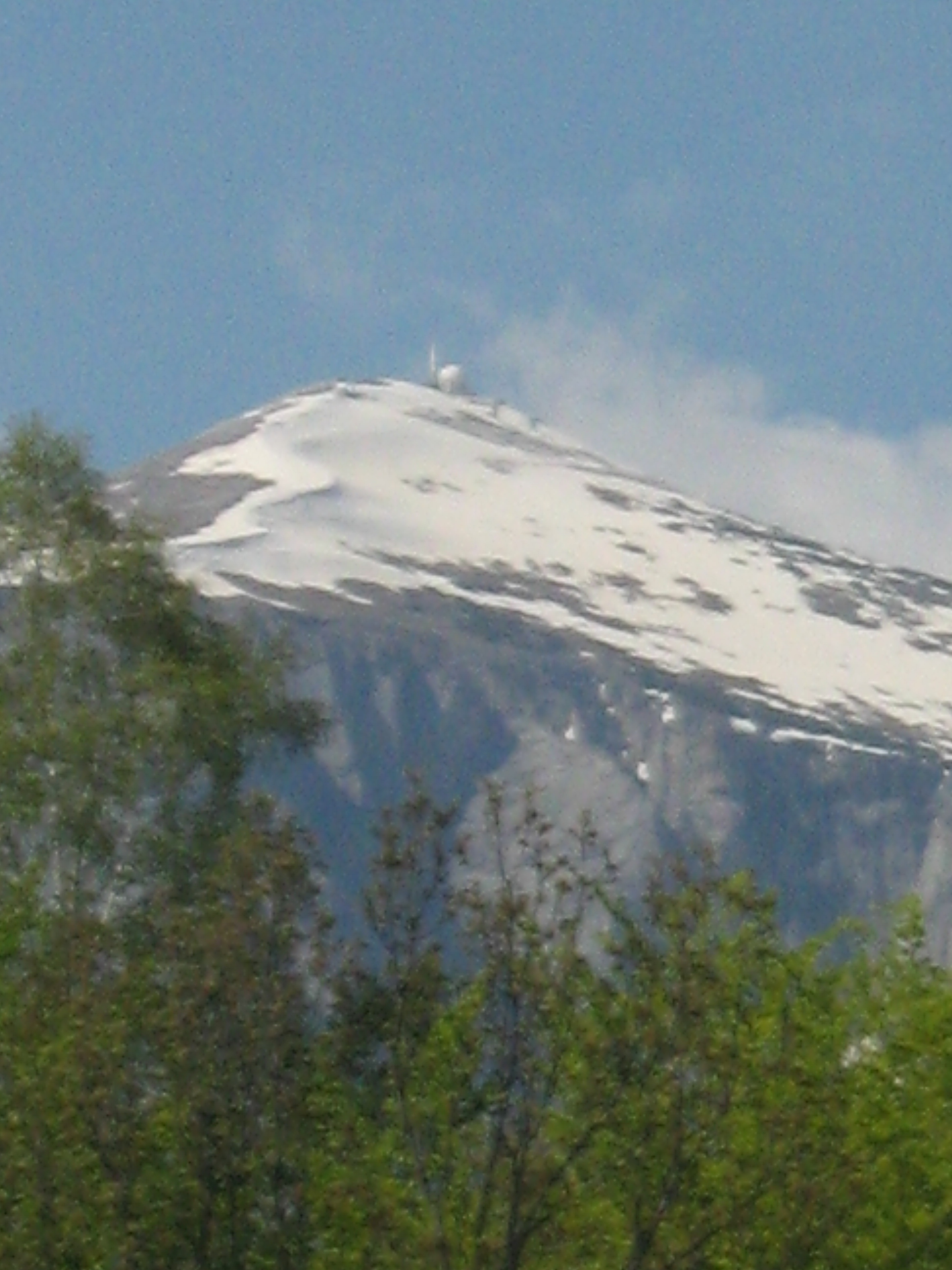
Sołunska Gława